# 科特卡

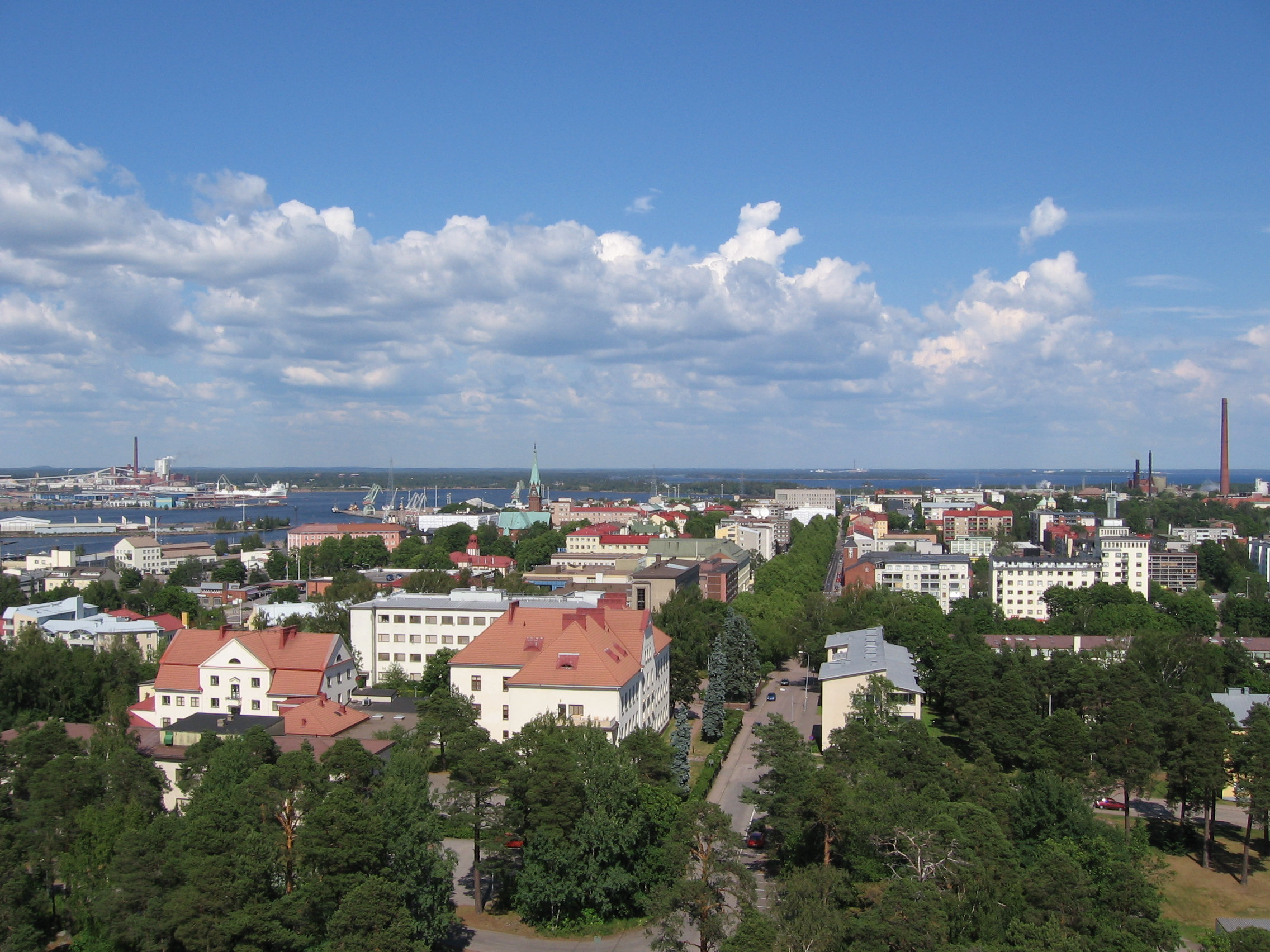

科特卡（直译：老鹰），是芬蘭屈米河谷区使用“城市”称号的市镇，位於該國南部芬蘭灣沿岸，面積949.74平方公里，2012年人口54,837。

## 外部連結
- 官方网站  （文）
- 旅游信息网站 （页面存档备份，存于） （芬蘭語、英語、瑞典語、德語和俄語）